# Liste der Pseudobasiliken in Belgien
▶ Liste(n) von Pseudobasiliken – Übersicht

## Liste
– Siehe auch Hallenkirchen in Belgien (bisher 128 erfasst) –
Hintergrundinformationen:

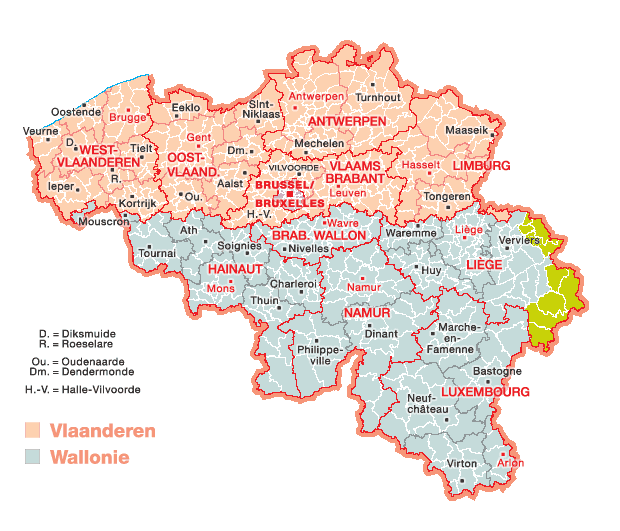

- OE = Agentschap Onroerend Erfgoed – Denkmalbehörde der Flämischen Gemeinschaft
- BC = Biens classés et zones de protection des Denkmalschutzes der Wallonischen Gemeinschaft (Inhalte in DJVU-Dateien, nur mit Spezialprogramm zu lesen)
- CW = Connaître la Wallonie – Kulturportal der Wallonischen Gemeinschaft
- OB = Kultur OstBelgien – Kultur- und Denkmalportal der deutschsprachigen Gemeinschaft

Erfassungsstand: 61, davon 9 auch als Hallenkirche einzuordnen.

### Westflandern
– Siehe auch Hallenkirchen in Westflandern (57) –
Anzahl: 4
| Ort                 | Name/Patrozinium                                | Anmerkungen | Fotos | Fotos           |
| ------------------- | ----------------------------------------------- | --- | ----- | --------------- |
| Houtave, Zuienkerke | Pfarrkirche St.-Bavo und Machutus (CC) OE 57959 | 13.–14. Jh. gotische Backsteinkirche, 16.–17. Jh. spätgotischer Wiederaufbau nach Schäden des Achtzigjährigen Krieges, Westgiebel 1617; Langhaus Pseudobasilika, Chor mit Nebenkapellen Basilika (Pseudo-Hallenkirche) |       |                 |
| Oeren, Alveringem   | Sint-Apollonia (CC) OE 16103                    | |       | Innenfoto fehlt |
| Vinkem, Veurne      | Audomaruskerk (CC) OE 16895                     | 1522 nach Inschrift |       |                 |
| Zedelgem            | Sint-Laurentiuskerk (CC) OE 209337              | Schiff im 19. Jh., Turm 14. Jh. |       |                 |

### Ostflandern
– Siehe auch Hallenkirchen in Ostflandern (28) –
Anzahl: 9, davon 2 Grenzfälle Hallenkirche/Pseudobasilika und 1 Kirche mit beiden Formen.
| Ort                            | Name/Patrozinium                      | Anmerkungen | Fotos | Fotos                       |
| ------------------------------ | ------------------------------------- | --- | ----- | --------------------------- |
| Borsbeke, Herzele              | Sint-Antonius (CC) OE 8966            | Grenzfall Hallenkirche/Pseudobasilika                                                                             |       |                             |
| Elversele, Temse               | Sint-Margaretakerk (CC) OE 15707      | 15. Jh. |       | Innenfoto fehlt             |
| Massemen, Wetteren             | Sint-Martinuskerk (CC) OE 85144       | dreischiffig schon im 14. Jh., heutige Kirche 16. Jh.                                                             |       |                             |
| Meldert, Aalst, Ostflandern    | Sint-Walburga OE 426                  | |       | Innenfoto fehlt             |
| Moerbeke                       | St.-Antonius-Abt-Kirche (CC) OE 34245 | 14.–15. Jh., Staffelhalle mit hölzernen Längstonnen, Grenzfall zur Pseudobasilika                                 |       |                             |
| Neigem, Ninove                 | Sint-Margaretakerk (CC) OE 9454       | durch Renaissance-Seitenschiffe 2. H. 17. Jh. zur Pseudobasilika erweitert, Turm und Chor etwas älter und gotisch |       |                             |
| Schendelbeke, Geraardsbergen   | Sint-Amanduskerk (CC) OE 8731         | Ersterwähnung 1139, Querhaus und untere Teile des Turms gotisch, aus Backstein; Veränderungen 1669 und 19. Jh.    |       | kein geeignetes Innenfoto   |
| Sint-Pauwels, Sint-Gillis-Waas | Sint-Pauluskerk (CC) OE 14881         | Pseudobasilika mit Hallenchor, westliches Joch völlig neugotisch                                                  |       |                             |
| Vrasene, Beveren               | Heilig Kruiskerk (CC) OE 17462        | |       | keine geeigneten Innenfotos |

### Provinz Antwerpen
– Siehe auch Hallenkirchen in der Provinz Antwerpen (7) –
Anzahl: 11
| Ort                            | Name/Patrozinium                               | Anmerkungen | Fotos | Fotos                            |
| ------------------------------ | ---------------------------------------------- | --- | ----- | -------------------------------- |
| Antwerpen                      | Carolus Borromeus OE 4118                      | ab 1621 als Jesuitenkirche gebaut, barocke Emporen-Pseudobasilika                                                                    |       |                                  |
| Attenhoven, Hoevenen, Stabroek | Onze-Lieve-Vrouw Geboorte (CC) OE 14243        | Kern 13. Jh., Erweiterungen bis 16. Jh.                                                                                              |       |                                  |
| Baarle-Hertog                  | Sint-Remigiuskerk (CC) OE 46381                | 1500–1550, nach teilweiser Zerstörung im Zweiten Weltkrieg 1950–1952 in modern vereinfachter Form wiederhergestellt                  |       |                                  |
| Deurne, zu Antwerpen           | Fredegandus (CC) OE 6262                       | |       |                                  |
| Edegem                         | Sint-Antoniuskerk (CC) OE 12911                | 3. Vtl. 16. Jh.; Schiff ab 1654 erhöht                                                                                               |       | Seitenansicht: Onroerend Erfgoed |
| Gestel, Berlaar                | Sint-Lambertuskerk (CC) OE 10029               | 15. u. 16. Jh., Querschiff jünger; neugotische Veränderungen um 1910                                                                 |       | Innenfoto fehlt                  |
| Herentals                      | Begijnhofkerk Sint-Catharina (CC) OE 47015     | 1614 |       | Innenfoto: Onroerend Erfgoed     |
| Mechelen                       | Sint-Pieters- en Pauluskerk (CC), OE 14075     | 1611–1680 |       |                                  |
| Turnhout                       | Sint-Pieterskerk (CC) OE 12045                 | 1466–1485, Vergrößerungen 1739–1740                                                                                                  |       |                                  |
| Veerle, Laakdal                | Onze-Lieve-Vrouw in de Wijngaard (CC) OE 41142 | Kreuzbasilika mit pseudobasilikalem „Chor“, schon Neubau nach Brand von 1488, neugotische Vergrößerung von Chor und Schiff 1916–1921 |       |                                  |
| Zandvliet, zu Antwerpen        | Sint-Gertrudis (CC) OE 10856                   | Kern frühes 17. Jh. gotisch, Erweiterung zur Pseudobasilika 19. Jh. neugotisch                                                       |       | Innenfoto fehlt                  |

### Limburg (BE)
– Siehe auch Hallenkirchen in Belgisch-Limburg (bisher 4 gefunden) –
| Ort                      | Name/Patrozinium                 | Anmerkungen | Fotos | Fotos           |
| ------------------------ | -------------------------------- | --- | ----- | --------------- |
| Kuringen, Hasselt        | Sint-Gerrudiskerk (CC), OE 22244 | gotisches Langhaus hatte schmale Seitenschiffe; 1783 massiv verändert: Mittelschiff gotisch geformte Gewölbe, Seitenschiffe Flachdecken |       |                 |
| St-Martens-Voeren Voeren | Martinuskerk (CC) OE 37840       | 18. Jh. |       | Innenfoto fehlt |

### Flämisch-Brabant
– Siehe auch Hallenkirchen in Flämisch-Brabant (bisher nur 1 gefunden) –
Anzahl: 6
| Ort                              | Name/Patrozinium                              | Anmerkungen                                                                                         | Fotos | Fotos |
| -------------------------------- | --------------------------------------------- | --------------------------------------------------------------------------------------------------- | ----- | ----- |
| Diest                            | Sint Catharinakerk (CC), OE 41618             | 1. Hälfte 14. Jh., Mittelschiffsgewölbe barock abgesenkt, aber weiterhin über Seitenschiffsgewölben |       |       |
| Leefdaal, Bertem                 | Lambertus (CC) OE 41511                       | Kern 12. Jh., Arkadenpfeiler 16. Jh., Turm 19. Jh.                                                  |       |       |
| St-Anna-Pede, Itterbeek, Dilbeek | Sint-Annakerk (CC) OE 38985                   | Kern 12. Jh., Änderungen 16. und 17. Jh.                                                            |       |       |
| Ternat                           | Gertrudiskerk (CC) OE 40691                   | |       |       |
| Vilvoorde                        | Onze-Lieve-Vrouw van Goede Hoop (CC) OE 70574 | 13.–15. Jh.                                                                                         |       |       |
| Wolfsdonk, Langdorf, Aarschot    | Sint-Antonius Abtkerk (CC) OE 200198          | 1842, klassizistisch                                                                                |       |       |

### Wallonisch-Brabant
– Siehe auch Hallenkirchen in Wallonisch-Brabant (bisher nur 1 gefunden, Grenzfall zur Pseudobasilika) –
Anzahl: 4
| Ort                | Name/Patrozinium                           | Anmerkungen                                                                                       | Fotos | Fotos |
| ------------------ | ------------------------------------------ | ------------------------------------------------------------------------------------------------- | ----- | ----- |
| Bornival, Nivelles | Saint-François (CC) PAT/25072-CLT-0023-01  |                                                                                                   |       |       |
| Limal Wavre        | Saint-Martin (CC)                          | 1692                                                                                              |       |       |
| Saintes Tubize     | Sainte-Renelde (CC) PAT/25105-CLT-0007-01  | 16. Jh.                                                                                           |       |       |
| Wavre              | St-Jean-Baptiste (CC) BC 25112-CLT-0002-01 | dreischiffiges Langhaus 15. Jh., neogotischer Chor 18. Jh., Grenzfall Pseudobasilika/Hallenkirche |       |       |

### Hainaut (Hennegau)
– Siehe auch Hallenkirchen in Hainaut (Hennegau) (bisher 16 erfasst) –
Erfassungsstand: 13, davon 1 teils Hallenkirche, teils Pseudobasilika, 1 nicht sicher zuzuordnen
| Ort                               | Name/Patrozinium                                   | Anmerkungen | Fotos | Fotos                                |
| --------------------------------- | -------------------------------------------------- | --- | ----- | ------------------------------------ |
| Beaumont                          | Saint-Servais (CC)                                 | Datierung offen |       | Innenvideo bei Youtube               |
| Chapelle-lez-Herlaimont           | St-Germain (CC)                                    | nach Außengestalt Hallenkirche oder Pseudobasilika |       | Innenfoto fehlt                      |
| Charleroi                         | Saint-Éloi (CC)                                    | neoromanisch |       |                                      |
| Enghien                           | Saint-Nicolas (CC)                                 | unregelmäßige Erweiterungen, Mittelschiff Grenzfall Hallenkirche/Pseudobasilika                                                                         |       |                                      |
| Gilly Charleroi                   | Sainte-Barbe (CC)                                  | |       |                                      |
| Landelies, Charleroi              | St-Martin (CC)                                     | nach Außengestalt Südseite wohl Hallenkirche, Nordseite Pseudobasilika, Google Streetview                                                               |       |                                      |
| Lessines                          | Saint-Pierre (CC) BC 55023-CLT-0002                | |       |                                      |
| Maurage, La Louvière              | St-Jean-Baptiste (CC)                              | 1420, gotisch, Querhaus und dreischiffiges Langhaus von zwei Jochen, Hallenkirche oder Pseudobasilika; Chor primär romanisch, aber im 18. Jh. verändert |       | Google Streetview: Seiten- ansichten |
| Mons                              | Notre-Dame de Messines (CC)                        | |       |                                      |
| Montignies- sur-Sambre, Charleroi | St-Pierre (CC)                                     | 1880 |       | Innemnfoto fehlt                     |
| Montignies- sur-Sambre, Charleroi | Saint-Remy (CC)                                    | 1789 |       |                                      |
| Philippeville                     | Saint-Philippe (CC)                                | 1556, gotisch |       |                                      |
| Roux, Charleroi                   | Notre-Dame- de-l'Assomption (CC) BC 52011-CLT-0025 | 1786 |       |                                      |

### Provinz Namur
– Siehe auch Hallenkirchen in der Provinz Namur (bisher nur 1 erfasst) –
Anzahl: 3
| Ort                      | Name/Patrozinium            | Anmerkungen      | Fotos | Fotos                |
| ------------------------ | --------------------------- | ---------------- | ----- | -------------------- |
| Beauraing                | Saint-Martin (CC) OE        | 1862, neugotisch |       | Innenfotos           |
| Han-sur-Lesse, Rochefort | Saint-Hubert (CC)           | 1904/1905        |       |                      |
| Namur                    | Saint-Jean-Baptiste (CC) CW | 14.–17. Jh.      |       | Innenfoto siehe Link |

### Provinz Liège (Lüttich)
– Siehe auch Hallenkirchen in der Provinz Liège (Lüttich) (bisher 9 erfasst) –
Erfassungsstand: 8
| Ort                             | Name/Patrozinium                     | Anmerkungen                                                                          | Fotos | Fotos             |
| ------------------------------- | ------------------------------------ | ------------------------------------------------------------------------------------ | ----- | ----------------- |
| Alleur, Ans                     | Saint-Remy (CC)                      | 1877                                                                                 |       |                   |
| Baelen                          | Saint-Paul (CC) BC 63004-CLT-0002    | Anfang 16. Jh.                                                                       |       |                   |
| Dieupart, Aywaille              | Notre-Dame (CC)                      | zw. 1250 und 1320                                                                    |       |                   |
| Gives, Huy (aber näher Andenne) | Saint-Nom-de-Marie (CC)              | 1875, neoromanisch, außen sichtbare Hochschiffswände                                 |       | Innenfotos fehlen |
| Heusy, Verviers                 | Immaculée Conception (CC)            | neugotisch, wohl 20. Jh., zweischiffig, niedriges Nordseitenschiff unter Schleppdach |       | Innenfoto fehlt   |
| Huy                             | Saint-Mengold (CC) BC 61031-CLT-0015 | Kern 12. Jh., überwiegend 15. Jh.                                                    |       | Innenfoto fehlt   |
| Mortier, Blegny                 | Saint-Pierre (CC)                    | Kirche 19. Jh., klassizistisch; Turm romanisch                                       |       |                   |
| Queue-du-Bois Beyne-Heusay      | St-Antoine-Ermite (CC)               |                                                                                      |       | Innenfoto fehlt   |

### Provinz Luxemburg
– Siehe auch Hallenkirchen in der Provinz Luxemburg (bisher 3 erfasst) –
| Ort   | Name/Patrozinium | Anmerkungen                             | Fotos | Fotos |
| ----- | ---------------- | --------------------------------------- | ----- | ----- |
| Arlon | Saint-Donat (CC) | 1626, Renaissance, Innenfoto bei Flickr |       |       |

## Belege
1. ↑  Schendelbeke: Das Innenfoto von Onroerend Erfgoed zeigt Querhaus und Chor. Nach dem Höhenverhältnis des Westfensters im Turm zu den Seitenschiffen muss die Kirche aber eine Pseudobasilika sein.
2. ↑  Hasel: Sint-Gerrudiskerk Kuringen
3. ↑  Office tubizien du patrimoine: Eglise Sainte-Renelde de Saintes
4. ↑  Youtube: Innenraum der Kirche Saint-Servais in beaumont
5. ↑  Google Streetview: Landelies – Saint-Martin
  - Ansicht von Norden
  - Ansicht von Westen
6. ↑  La Louvière: Saint-Jean-Baptiste (Maurage)
7. ↑  Google Streetview: Saint-Jean-Baptiste in Maurage:
  - von Süden
  - von Südostenen
  - von Nordwesten
8. ↑  Charleroi découverte: Montignies-sur-Sambre - Saint-Remy
9. ↑  Koenraad de Wolf: Londot Louis-Marie (Belgique) Église Saint-Martin – Beauraing: Innenfotos
10. ↑  Naumr: Saint-Jean-Baptiste – innen
11. ↑  Unité Pastorale Alleur-Awans: Eglise Saint-Remy à Alleur
12. ↑  https://upekklesia.be/nos-eglises/les-eglises-daywaille-et-alentours/aywaille-notre-dame-de-dieupart/
13. ↑  Huy: Ancienne église Saint-Mengold
14. ↑  Flickr: Église Saint-Donat, Arlon, Innenansicht